# Episodi di Turno di notte
La serie televisiva Turno di notte è stata trasmessa in prima visione da Raidue dal 2 ottobre 1987 all'8 gennaio 1988.
| nº | Titolo originale               | Prima TV Italia  |
| -- | ------------------------------ | ---------------- |
| 1  | E' di moda la morte            | 2 ottobre 1987   |
| 2  | Heavy Metal                    | 9 ottobre 1987   |
| 3  | Buona fine e miglior principio | 16 ottobre 1987  |
| 4  | Giubetto rosso                 | 23 ottobre 1987  |
| 5  | Il bambino rapito              | 30 ottobre 1987  |
| 6  | Babbo Natale                   | 6 novembre 1987  |
| 7  | L'impronta dell'assassino      | 13 novembre 1987 |
| 8  | Ciak si muore                  | 20 novembre 1987 |
| 9  | Sposarsi è un po' morire       | 27 novembre 1987 |
| 10 | Delitto in rock                | 4 dicembre 1987  |
| 11 | L'evasa                        | 11 dicembre 1987 |
| 12 | La casa dello Stradivari       | 18 dicembre 1987 |
| 13 | Giallo Natale                  | 25 dicembre 1987 |
| 14 | Via delle Streghe              | 1º gennaio 1988  |
| 15 | Il taxi fantasma               | 8 gennaio 1988   |